# Струмски гулеш
Струмските гулеши (Oxynoemacheilus bureschi) са вид актиноптери от семейство Nemacheilidae.
Разпространени са на Балканите – в по-голямата част на областта Македония и някои съседни области. Те са незастрашен вид, но са включени в Червената книга на България.
Таксонът е описан за пръв път от Пенчо Дренски през 1928 година, който му дава номенклатурно име в чест на Иван Буреш.